# Попроч (Кошице-околина)
Попроч (слч. Poproč) насељено је мјесто са административним статусом сеоске општине (слч. obec) у округу Кошице-околина, у Кошичком крају, Словачка Република.

## Становништво
| Година:    | 1994. | 2004.   | 2014.   | 2024.   |
| ---------- | ----- | ------- | ------- | ------- |
| Број људи: | 2831  | 2811    | 2774    | 2647    |
| Разлика:   |       | -0,70 % | -1,31 % | -4,57 % |

| Година:    | 2023. | 2024.   |
| ---------- | ----- | ------- |
| Број људи: | 2651  | 2647    |
| Разлика:   |       | -0,15 % |

Према подацима о броју становника из 2011. године насеље је имало 2.761 становника.